# Нижнее Красное (Смоленская область)
Нижнее Красное — деревня в Велижском районе Смоленской области России. Входит в состав Будницкого сельского поселения. Население — 10 жителей (2007 год). 
Расположена в северо-западной части области в 3 км к юго-западу от Велижа, в 3 км южнее автодороги Р133 Смоленск — Невель, на берегу реки Западная Двина. В 92 км южнее деревни расположена железнодорожная станция Рудня на линии Смоленск — Витебск. 

## История
В годы Великой Отечественной войны деревня была оккупирована гитлеровскими войсками в июле 1941 года, освобождена в сентябре 1943 года.